# Sofus Elvius
Sophos Hellenos Elvius, kendt som Sofus Elvius (født 3. april 1849 i København, død 22. august 1921 sammesteds) var en dansk personalhistoriker.
Elvius var søn af læreren og pædagen Emil Elvius og hustru. Han var ansat som assistent og registrator i Statsanstalten for Livsforsikring i København 1871-99 og kom, bl.a. i forbindelse med sit arbejde med de ældre enkekassesager, tidligt ind på genealogiske studier, der blev hans livsopgave. Sammen med Immanuel Barfod arbejdede han 1879 for oprettelsen af Samfundet for dansk-norsk Genealogi og Personalhistorie, var kun en ganske kort tid dettes sekretær, men fortsatte som medlem af bestyrelsen til 1903. Hans basis for et omfattende arbejde i genealogiens tjeneste blev det af ham 1887 stiftede Genealogisk Institut, efter forskellige stridigheder ophævet og afløst af hans Nyt genealogisk Institut 1909, mens Theodor Hauch-Fausbøll samtidig oprettede Dansk genealogisk Institut. Som institutleder vandt han stor anseelse, især på grund af samvittighedsfuld nøjagtighed, ligesom han indlagde sig visse fortjenester ved indførelsen af nye kirkebøger.
Til gengæld havde Elvius en uheldig hånd hvad angår navneændringer. Hans institut tog imod henvendelser fra folk, der ville ansøge om navneforandring, og fandt på nye navne, der så blev godkendt af Justitsministeriet. En del af disse navne var uheldige eller lattervækkende.
I årene 1885-87 udgav han Danmarks Præstehistorie 1869-84, der var en systematisk og fortrinlig håndbog. Sammen med H.R. Hiort-Lorenzen offentliggjorde han Danske patriciske Slægter (1891) og forfattede nogle gode stamtavler, bl.a. over slægterne Nyholm (1893) og Hagerup (1902), hvortil kom adskillige studenterjubilæumsskrifter og mindre tidsskriftbidrag. Han var medudgiver af Den danske Lægestands 5. og 6. udgaver (1889 og 1891) og medarbejder ved Dansk biografisk Leksikon, 1. udgave (1887-1905).
At han ikke fik produceret mere, skyldtes hans personlighed, som ofte bragte ham i konflikter med kolleger. Da hans præstehistorie blev fortsat af andre, påbegyndte han med nogle få hæfter udgivelsen af Danmarks
Præstehistorie 1885-1919, men da var hans kræfter allerede ved at slippe op. Han døde i 1921.
Han blev gift 31. marts 1882 i Matthæus Kirke med Christine Elisabeth Appel (23. april 1849 i Maribo – 18. februar 1929 i København), datter af købmand, konsul Christopher Jørgen Frederik Appel til Anderstrupgård (1806-1854) og Marie Sophie Høngaard (1819-1896).
Han er begravet på Frederiksberg Ældre Kirkegård.